# Afrivoluta
Afrivoluta is een geslacht van weekdieren uit de klasse van de Gastropoda (slakken).

## Soort
- Afrivoluta pringlei Tomlin, 1947